# Hiqmet Delvina
Hiqmet Delvina bég (albánul: Hiqmet Bey Delvina, nevének írásváltozata Hiqmat Delvina, nevének ejtése hit͡ɕmɛt dɛlvina; Delvina, 1888. július 10. – 1958. január 28.) albán politikus, 1928-ban négy hónapig igazságügy-miniszterként Albánia kormányfője.

## Életútja
Köznemesi család sarja volt. Tanulmányait az Oszmán Birodalom központi területein végezte. Albánia 1912. november 28-ai függetlenné válását követően az Ismail Qemali vezette vlorai ideiglenes kormány mellett dolgozott államtitkárként. 1918 decemberében Gjirokastra küldötteként részt vett az első világháború utáni  durrësi konferencián, amelyen a megjelentek döntést hoztak egy a zűrzavaros időket lezáró ideiglenes kormány felállításáról.
A polgári demokratikus júniusi forradalom leverését követően, 1924 decemberében csatlakozott Amet Zogu néppártjához, s 1925-ben Gjirokastra képviselője volt a nemzetgyűlésben. Szónoki képességei és párthűsége okán az ellenzéki oldalon „Zogu csalogánya” (bilbili i Zogut) gúnynévvel illették Delvinát. Az ezt követő években a belügyminisztériumban a polgári ügyek osztályának munkáját vezette.
Miután az immár köztársasági elnök Zogu 1928. május 9-én elfogadta Iliaz Vrioni kormányának lemondását, május 11-én Delvinát bízta meg az igazságügyi tárca, egyúttal a kabinet vezetésével. Delvina kormányának összetétele a következőképpen festett: Koço Kota belügyminiszter, Iliaz Vrioni külügyminiszter, Milto Tutulani a pénzügyi, valamint a mezőgazdasági, Xhafer Ypi az oktatási, Salih Vuçitërni pedig a közmunkaügyi tárcát vezette.  A tényleges hatalom azonban a diktatórikus Zogu kezében összpontosult, Delvina szerepe csupán a reprezentációra szorítkozott. Miután Zogu 1928. szeptember 1-jével I. Zogu néven királlyá kiáltatta ki magát, szeptember 5-én a kormányt is feloszlatta. Delvina az új, Koço Kota vezette kabinetben tovább irányíthatta az igazságügyi tárca munkáját egészen 1930. március 6-áig.
Az elkövetkező években visszavonult a politika élvonalából. 1936-ban hallatta ismét hangját mint a Mehdi Frashëri-kormány ellenzékének egyik vezéralakja. 1937-től 1939-ig a nemzetgyűlés alelnöke volt. 1938. április 27-én Delvina vezette le a házasságkötési ceremóniát I. Zogu és Apponyi Géraldine esküvőjén. Miután a fasiszta Olaszország 1939 áprilisában annektálta Albániát, Delvinát Itáliába internálták, vagyonát és ingatlanjait pedig elkobozták.
Egyes források szerint a második világháború éveiben kapcsolatban állt az antikommunista és németellenes Törvényességgel. Később Egyiptomba, majd az Amerikai Egyesült Államokba emigrált, itt érte a halál.